# Karl-Heinz Kunde
Karl-Heinz Kunde (* 6. Januar 1938 in Köln; † 15. Januar 2018) war ein deutscher Radrennfahrer, der als Kletterspezialist bekannt war und deshalb den Beinamen „Bergfloh“ erhielt. Bei der Tour de France 1966 trug er fünf Tage lang das Gelbe Trikot.

## Sportliche Laufbahn
Der 1,59 Meter große Karl-Heinz Kunde begann seine Radsportkarriere im Männerbereich 1959. In diesem Jahr hatte er mit dem vierten Platz bei der deutschen Straßenmeisterschaft sein bestes Resultat. 1960 machte er erstmals überregional bei der Österreich-Rundfahrt auf sich aufmerksam, gewann eine Etappe und wurde als bester Deutscher im Gesamtklassement Siebter. Seinen ersten Meisterschaftstitel im Männerbereich holte er sich 1961 mit dem Gewinn der deutschen Amateurstraßenmeisterschaft. Im selben Jahr beteiligte er sich auch an der Tour de l’Avenir 1961, die er ebenfalls als bester Deutscher auf Platz vier beendete. Weniger Erfolg hatte er bei der  UCI-Straßenweltmeisterschaft, wo er bereits nach zwei Runden ausschied. Auch im Weltmeisterschaftsrennen 1961 schied er aus.
Mit einem Vertrag beim deutschen Radsportteam Afri-Cola-Rabeneick wechselte Kunde 1962 in das Berufsfahrerlager. Seinen ersten Sieg im Lager der Berufsfahrer errang er am 27. Januar 1962 bei einem Querfeldeinrennen in Köln. Nach einem Jahr ohne sportliche Höhepunkte feierte er 1963 den Gewinn der deutschen Bergmeisterschaft. Diesen Erfolg wiederholte er noch einmal 1970. Bei der Luxemburg-Rundfahrt 1963 holte er einen Etappensieg, wurde jedoch nur 14. in der Gesamtwertung. Beim belgischen Eintagesrennen Flèche Wallonne wurde er 41.
1964 beteiligte er sich an den großen Radsportereignissen Straßenradweltmeisterschaft und Tour de France. Während er bei der Weltmeisterschaft vorzeitig ausschied, kam er bei seinem Tourdebüt auf den 16. Platz. Die Straßenweltmeisterschaften brachten Kunde wenig Glück. Er trat achtmal an, konnte sich aber nur zweimal platzieren. 1965 wurde er Fünfter, 1968 Dreizehnter. An der Tour de France nahm Kunde sechsmal teil, schied zweimal vorzeitig aus und hatte bei der Tour de France 1966 mit Platz neun das beste Resultat, als er fünf Tage lang das Gelbe Trikot trug.
Bei dem ebenfalls zu den Rundfahrtklassikern zählenden Giro d’Italia tauchte Kunde nur 1968 in der Endwertung auf, als er den 24. Platz belegte. Dagegen kann er bei der Tour de Suisse zwischen 1968 und 1972 vier Platzierungen vorweisen; der zehnte Rang 1968 war dabei das beste Ergebnis. In den letzten Jahren seiner Laufbahn beteiligte sich Kunde an drei der vier Frühjahrsklassiker: 1972 Lüttich–Bastogne–Lüttich (25.), 1973 Paris–Roubaix (19.) und Mailand–Sanremo 1973 (86.).
Neben seinen Aktivitäten im Straßenradsport unternahm Kunde auch Ausflüge zum Querfeldeinsport. Unter anderem startete er bei den Querfeldeinweltmeisterschaften 1969 und 1972, wo er die Plätze 18 und 21 belegte. Bei den westdeutschen Crossmeisterschaften holte er zwischen 1969 und 1973 zwei zweite und einen dritten Platz. Seine Vielseitigkeit bewies Kunde auch mit den Starts bei mehreren Sechstagerennen.
Nach der Saison 1973 im deutschen HA-RO-Team beendete Kunde seine Radsportkarriere und eröffnete in Köln ein Radsportfachgeschäft. Er starb im Januar 2018 wenige Tage nach seinem 80. Geburtstag in einem Krankenhaus.

## Erfolge
1960
- eine Etappe Österreich-Rundfahrt

1961
- Deutscher Amateurmeister – Straßenrennen

1963
- eine Etappe Luxemburg-Rundfahrt
- Deutscher Bergmeister

1970
- Deutscher Bergmeister

## Grand-Tour-Platzierungen
| Grand Tour            | 1964 | 1965 | 1966 | 1967 | 1968 | 1969 | 1970 | 1971 | 1972 |
| --------------------- | ---- | ---- | ---- | ---- | ---- | ---- | ---- | ---- | ---- |
| Vuelta a EspañaVuelta | –    | –    | –    | –    | –    | –    | –    | –    | –    |
| Giro d’ItaliaGiro     | –    | –    | –    | –    | 24   | –    | –    | –    | –    |
| Tour de FranceTour    | 16   | 11   | 9    | –    | DNF  | –    | –    | –    | 20   |

## Teams
- 1962  Torpedo, Africola und Bertin
- 1963 Peugeot-BP
- 1964  Wiel’s-Groene Leeuw und Rubert
- 1965  Wiel’s-Groene Leeuw
- 1966/67 Peugeot-BP
- 1968 Batavus und Kelvinator
- 1969  Batavus
- 1970  Batavus und Eliolona
- 1971  Bika-Milupa und Märki-Bonanza
- 1972 Rokado
- 1973 Ha–Ro